# 联合国安全理事会第1818号决议
《联合国安理会1818号决议》是联合国安全理事会于2008年6月13日在第5911次会议上通过的一项决议。该决议敦促塞浦路斯冲突双方尽快开始谈判，组成政治地位平等的两族、两区联邦制国家，并决定在塞浦路斯政府的同意下将联合国驻塞浦路斯维持和平部队的任期到2008年12月15日为止。该决议还对双方在绿线上开放过境点表示欣慰，并鼓励开放更多过境点。